# 1940 en droit
Cet article présente les faits marquants de l'année 1940 en droit.

## Événements
- En France, le régime de Vichy édicte une série de Lois sur les statuts des Juifs et des étrangers.

### Mars
- 12 mars : signature du Traité de Moscou entre la Finlande et l'Union soviétique mettant fin à la guerre d'Hiver.

### Mai
- 7 mai : signature d'un concordat entre l'Église catholique romaine et le Portugal.

### Juillet
- 10 juillet : l'Assemblée nationale française vote une loi constitutionnelle qui confie les pleins pouvoirs au maréchal Pétain.

## Naissances
- Pierre Delvolvé, professeur et juriste français